# Libochovičky
Libochovičky (en allemand : Klein Libochowitz) est une commune du district de Kladno, dans la région de Bohême-Centrale, en Tchéquie. Sa population s'élevait à 66 habitants en 2020.

## Géographie
Libochovičky se trouve à 11 km à l'est-nord-est de Kladno et à 18 km au nord-ouest du centre de Prague.
La commune est limitée par Dřetovice et Zákolany au nord, par Svrkyně à l'est, par Okoř au sud-est, par Číčovice au sud, et par Zájezd à l'ouest.

## Histoire
La première mention écrite de la localité date de 1205.